# Griffel-Rose
Die Griffel-Rose (Rosa stylosa), auch Säulengriffelige Rose oder  Verwachsengriffelige Rose genannt, ist eine Pflanzenart aus der Gattung der Rosen (Rosa) in der Unterfamilie Rosoideae innerhalb der Familie der Rosengewächse (Rosaceae). 

## Beschreibung

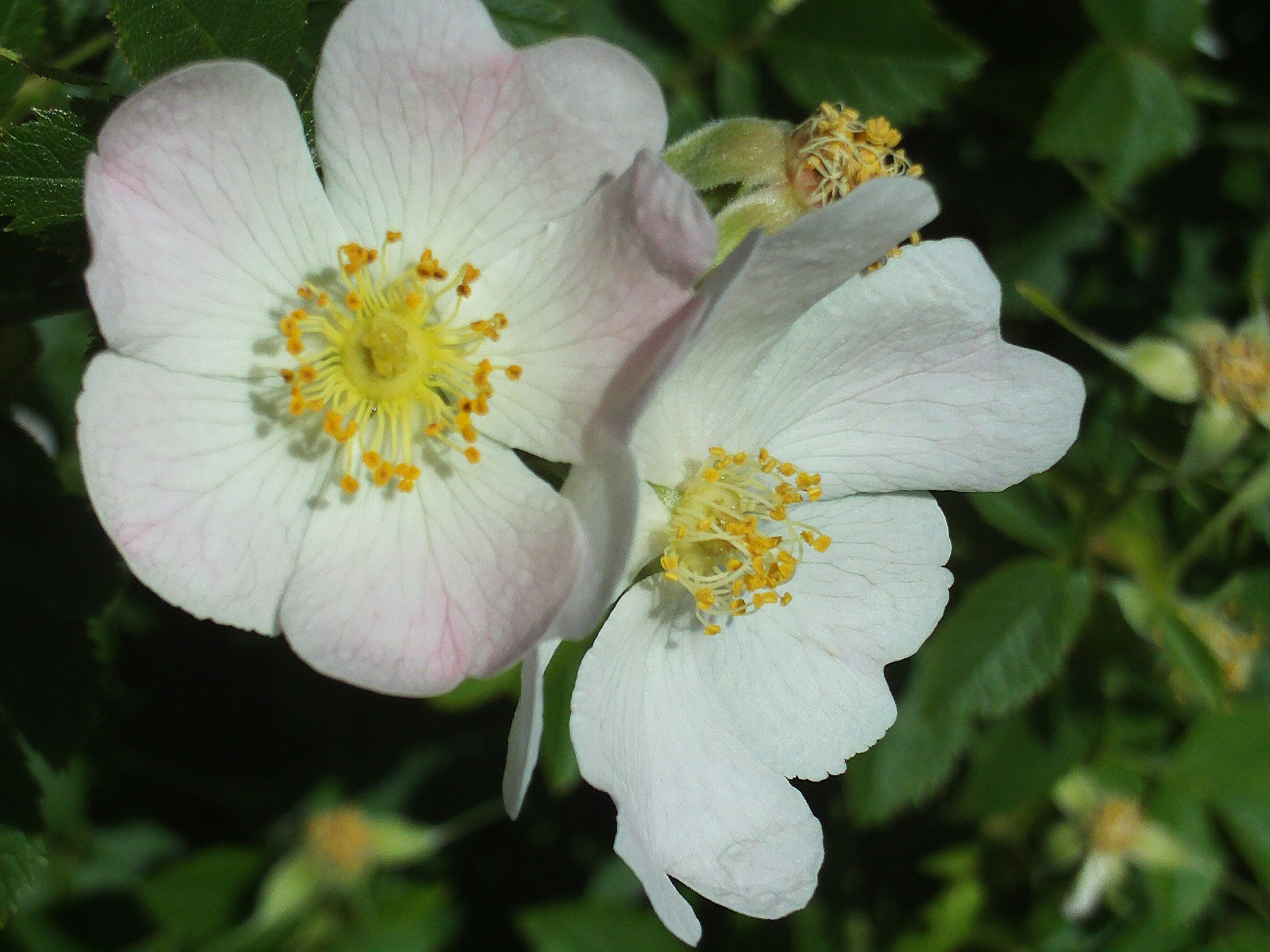
Fünfzählige, radiärsymmetrische Blüten mit den vielen gelben Staubblättern

### Vegetative Merkmale
Die Griffel-Rose ist ein aufrechter bis etwas kletternder Strauch mit überhängenden Ästen, der Wuchshöhen von bis 2 Metern erreicht. Seine Stacheln sind kräftig, hakig und an älteren Stämmen breit dreieckig. Die wechselständigen Laubblätter sind fünf- bis siebenzählig gefiedert und dunkelgrün glänzend. Die Blättchen sind eiförmig, lang und allmählich zugespitzt, einfach drüsenlos gezähnt, unterseits auf den Nerven locker, am Blattstiel flaumig behaart.

### Generative Merkmale
Die Blüten stehen fast nie einzeln, sondern bis zu zwölft auf sehr langen, locker stieldrüsigen Blütenstielen. Die relativ kleinen, zwittrigen Blüten sind radiärsymmetrisch und fünfzählig mit doppelter Blütenhülle. Die äußeren Kelchblätter haben drüsig gezähnte Fiedern. Die fünf Kronblätter sind (fast) weiß oder hell-rosafarben. Der Diskus ist auffällig kegelig mit sehr engem Griffelkanal, die Griffel sind zu einer schmalen, keulenförmigen Säule verklebt, die kürzer ist als die Staubfäden.
Die Hagebutte ist meist länglich eiförmig, drüsenlos oder mit einzelnen Stieldrüsen versehen.
Die Chromosomenzahl beträgt 2n = 35 oder 42.

## Vorkommen
Die Griffel-Rose ist ein subatlantisch-submediterranes Florenelement. Ihr Verbreitungsgebiet befindet sich hauptsächlich in Westeuropa und erstreckt sich von Irland bis nach Spanien, Frankreich ohne den Norden, die Ostgrenze ist der Oberrhein, der Schweizer Jura, der Genfersee und Savoyen. Vereinzelt findet man sie am Oberrhein (beispielsweise am Isteiner Klotz), am Rand des Schweizer Jura, am Genfer See und in der Umgebung von Thun und Bern. Außerdem kommt sie in Marokko, Algerien und Tunesien vor. 
Sie besiedelt in Mitteleuropa lichte Trockenwälder und Trockengebüsche. Die Griffel-Rose braucht lockere, steinige Lehmböden. Sie ist in Mitteleuropa eine Charakterart des Pruno-Ligustretum, kommt aber auch in anderen Pflanzengesellschaften des Verbands Berberidion und des Verbands Quercion pubescentis vor.

## Systematik
Die Erstbeschreibung von Rosa stylosa erfolgte durch Nicaise Auguste Desvaux. Synonyme für Rosa stylosa Desv. sind: Rosa arvensis subsp. stylosa (Desv.) Hook. f., Rosa canina subsp. stylosa (Desv.) Masclans, Rosa communis subsp. stylosa (Desv.) Rouy nom. illeg., Rosa australis Puget & Ripart non Crép., Rosa brevistyla DC. nom. illeg., Rosa calostyla Gand., Rosa cantabrica (Crép.) Gand., Rosa chlorantha Sauzé & Maillard, Rosa erratica Ripart,Rosa immitis Déségl., Rosa leucochroa Desv., Rosa lucronensis Sennen & T.S.Elias, Rosa maluqueri Sennen, Rosa modesta Crép., Rosa rustica Léman, Rosa stylaris Gentil, Rosa systyla Bastard, Rosa stylosa subsp. cantabrica (Crép.) Malag., Rosa stylosa subsp. chlorantha (Sauzé & Maillard) Sennen, Rosa stylosa subsp. nevadensis (Crép.) Malag., Rosa stylosa subsp. systyla (Bastard) Nyman.
Rosa stylosa gehört zur Sektion der Hundsrosen (Caninae) aus der Gattung der Rosen (Rosa).